# Журавець смердючий
{{#ifeq:0|0|{{#if:|{{#if:Geraniumrobertianum|[[]}}|}}}}
Журав́ець смерд́ючий, герань робертова або герань Роберта (Geranium robertianum L.) — вид рослин роду герань (Geranium) родини геранієвих (Geraniaceae).
Українські народні і побутові назви — вонячка, в'юнок, журавельник смердючий, носики журавлині

## Морфологічна характеристика
Журавець смердючий — трав'яниста однорічна рослина.

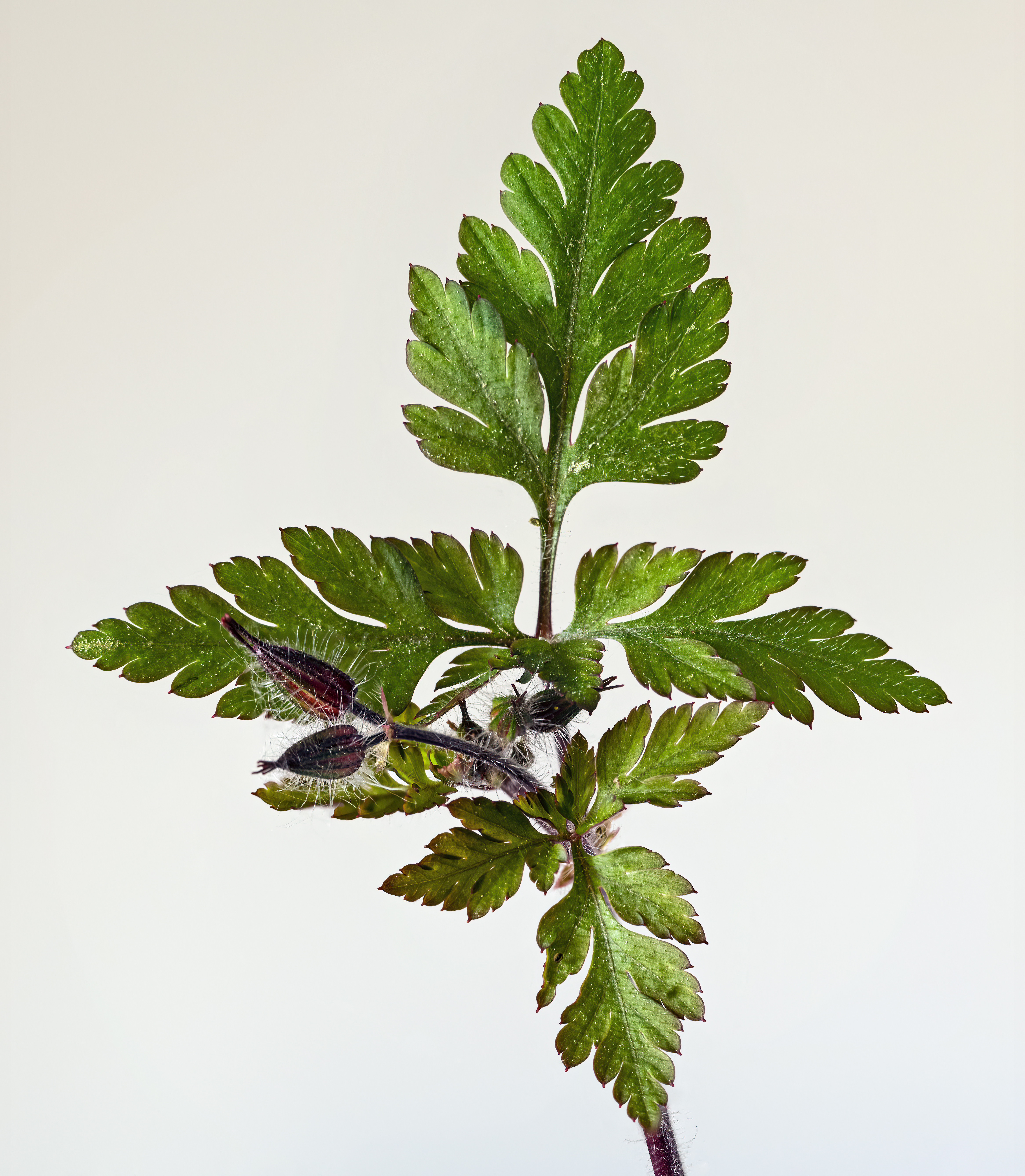
Типова будова листя
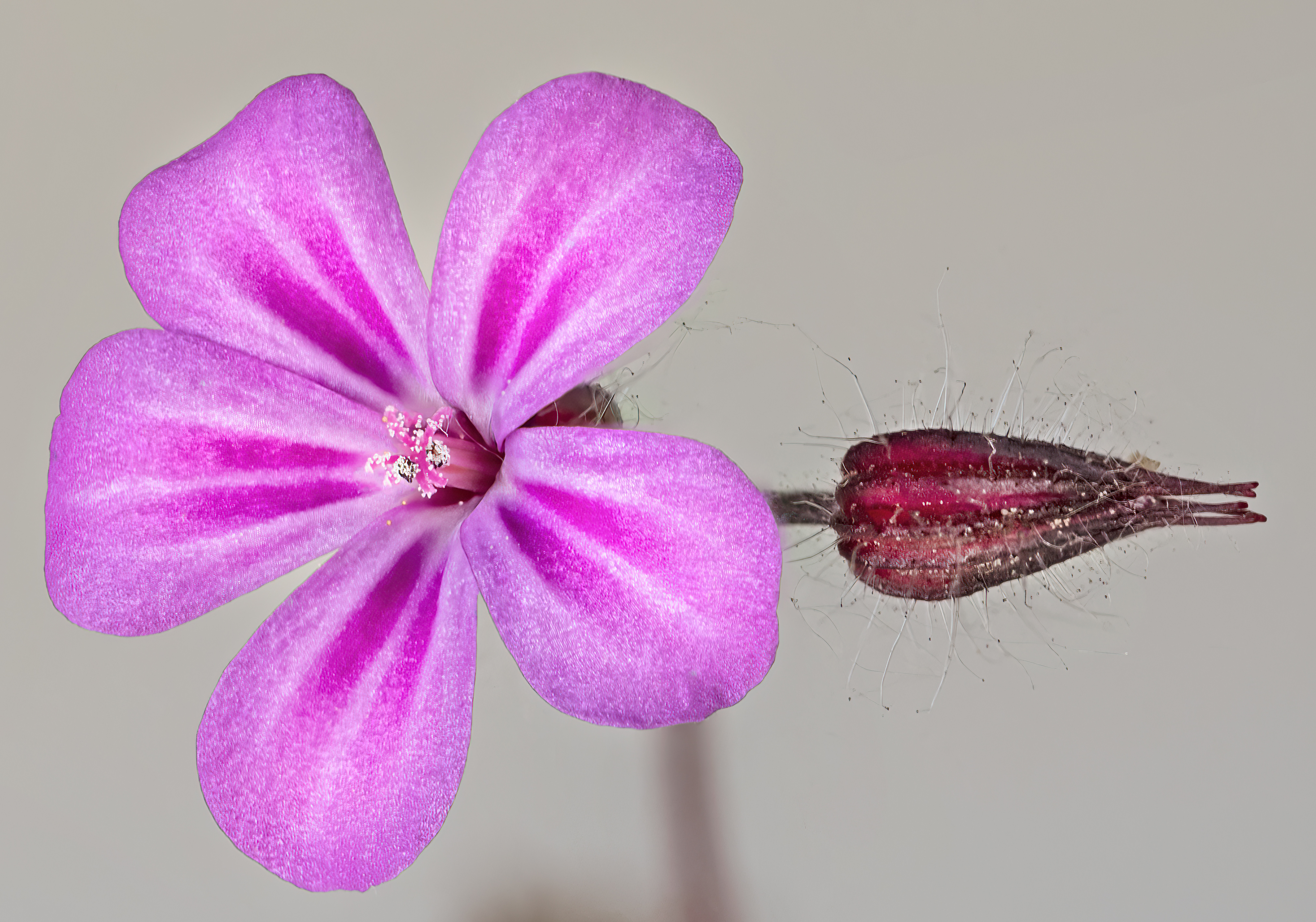
Квітка
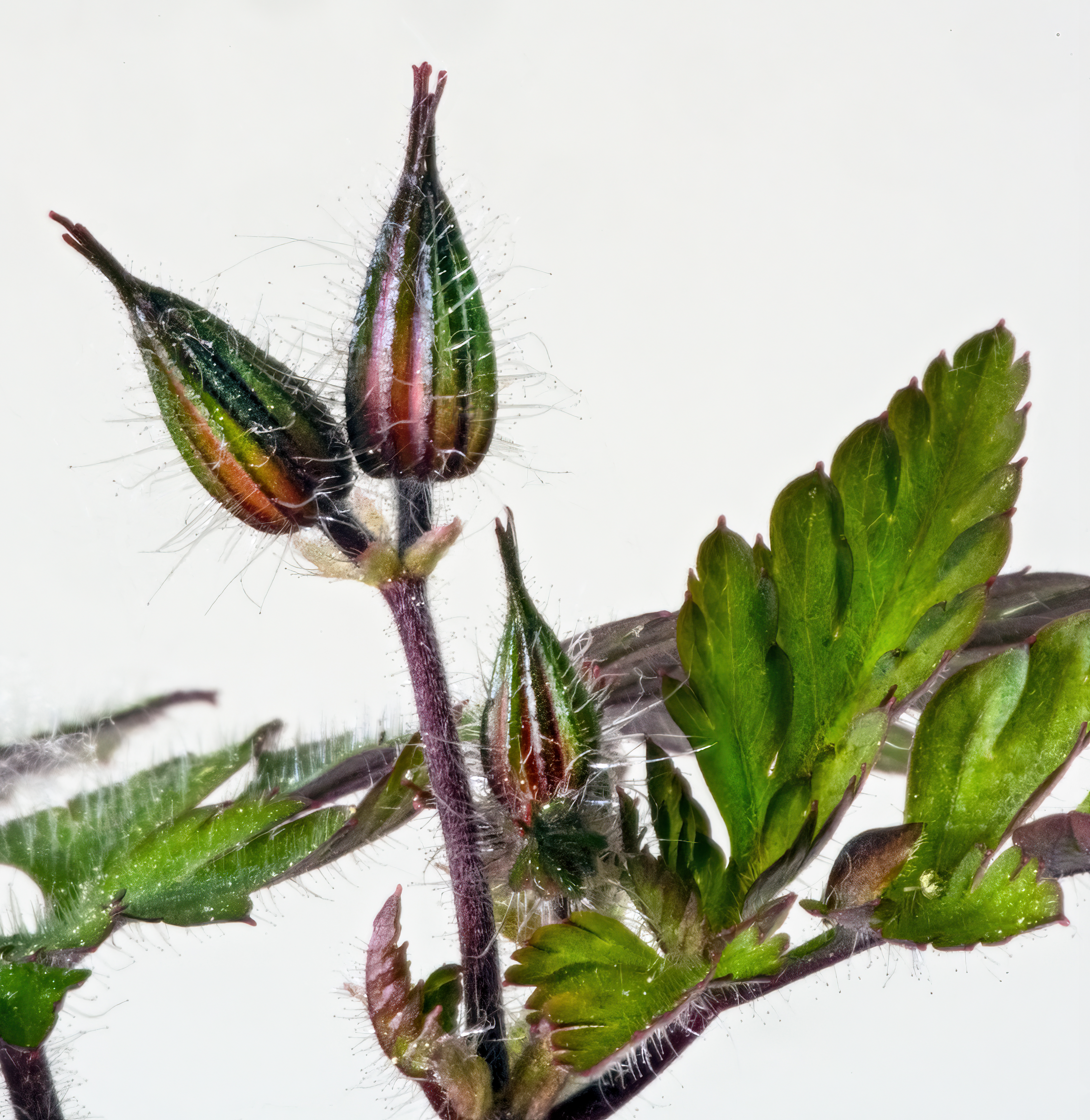
Бруньки квітів
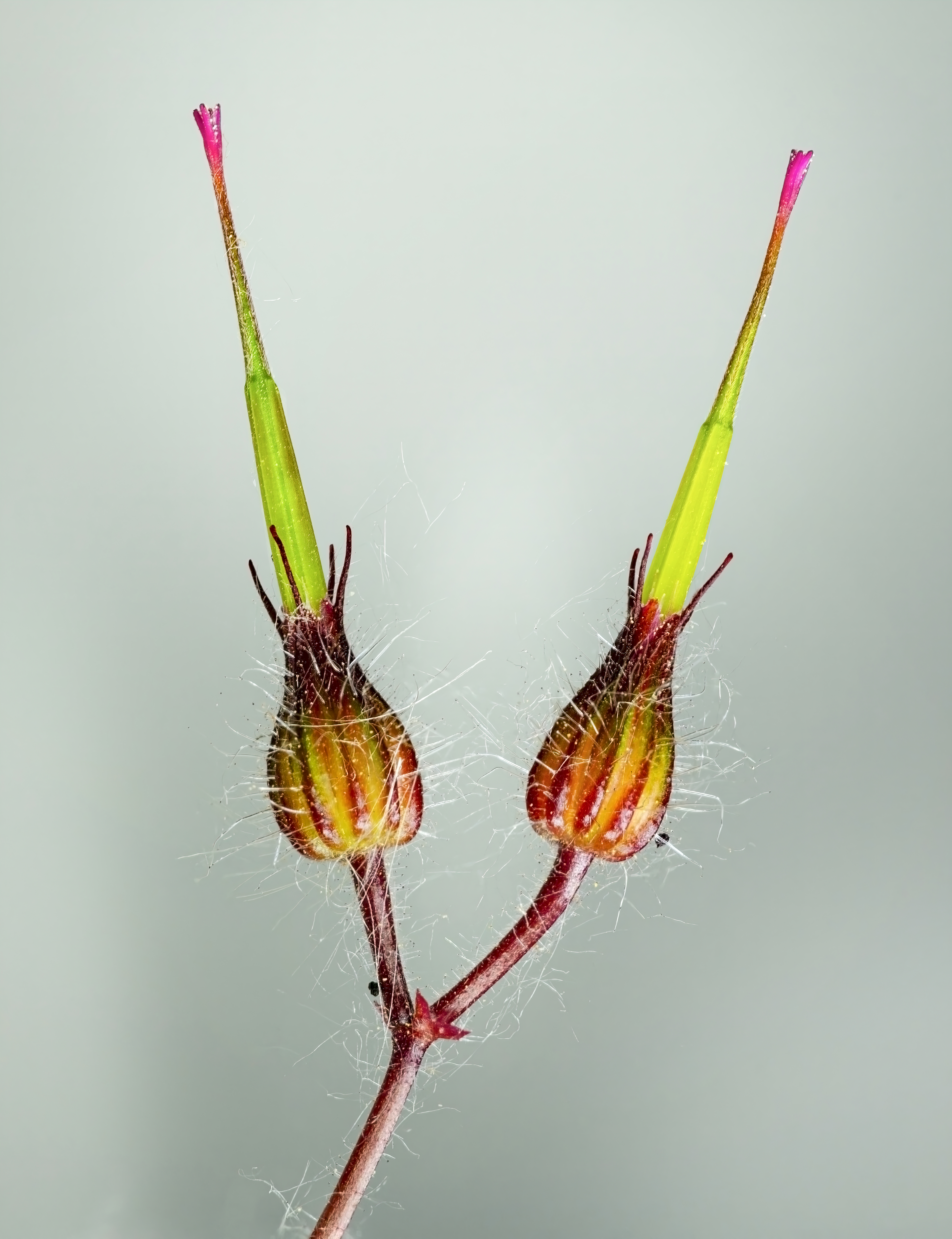
Плоди

Листки глибокоперисто-розсічені, п'ятичерешкові.
Квіти правильні двостатеві. Пелюстки рожево-червоні, часто з білими смужками.
Плід — сухий, розпадається на 5 однонасінних часток.
Цвіте у червні—вересні.

## Поширення
Росте в мішаних лісах, серед кущів.

## Застосування
Для лікарських потреб заготовляють траву і кореневище під час цвітіння.
Трава містить вітаміни, смоли, гіркоти, дубильні, слизисті та мінеральні речовини.
Галенові препарати мають в'яжучу, протизапальну дію. В народній медицині галенові препарати герані використовують при розладах шлунково-кишкового тракта і проносах, артритах тощо.
Зовнішньо — для ванн при епілепсії, паралічі лицьового нерва і болях у попереку, для компресів при катаракті, запальних процесах шкіри та варикозному розширенні вен.
Застосовують препарати герані при запальних процесах шлунково-кишкового тракту. Відвар кореневища п'ють при злоякісних пухлинах.